# Déni de démocratie
Le déni de démocratie ou déni démocratique est une notion politique, essentiellement brandie par des figures d'opposition, pour qualifier le non respect d'un vote, d'un compromis, d'une promesse électorale ou d'une décision collective par un pouvoir public ou une autorité administrative, qui comprometterait de fait le bon fonctionnement démocratique.

## Concept et limites
Faire appel au concept de « déni de démocratie » met en exergue la question complexe de l'application des principes démocratiques dans des contextes où, paradoxalement, des mesures prises conformément aux processus institutionnels peuvent être perçues comme contraires à ces mêmes principes. Ce déni survient lorsque des décisions, bien qu'adoptées dans un cadre démocratique, comme par un vote majoritaire ou après contrôle de légalité, sont contestées en raison de leur caractère autoritaire ou restrictif. La définition de ces critères permettant d'identifier clairement ce déni devient alors compliquée, car dans un régime démocratique, fixer les limites de ce qui constitue une réelle violation de la démocratie reste une question ouverte et délicate. Dans des régimes autoritaires, comme en Chine ou en Russie, il est possible de voir le déni de démocratie comme un échange contre « une promesse d'enrichissement, de sécurité et de promotion sociale ».
Le Français Bruno Latour, en 2017, va jusqu'à établir un lien entre le déni démocratique et le déni du changement climatique. Il soutient que ces deux formes de déni sont étroitement liées, notamment en observant des gouvernements comme ceux de Donald Trump et Jair Bolsonaro, où le rejet du réchauffement climatique coexiste avec une remise en cause des institutions démocratiques. Latour identifie cette corrélation en soulignant que ces phénomènes partagent une même logique d'opposition aux réalités scientifiques et politiques.

## Exemples notables
- Le 9 février 2006, François Hollande déclare dans les couloirs du palais Bourbon, à la suite de l'utilisation de l'article 49 alinéa 3 de la Constitution de la Cinquième République française par le gouvernement Dominique de Villepin, que le « le 49-3 est une brutalité, le 49-3 est un déni de démocratie, le 49-3 est une manière de freiner ou d'empêcher le débat parlementaire »[4].
- Le traité de Lisbonne signé le 13 décembre 2007 est vu par des personnes qui se sont opposées au projet de Constitution européenne comme un « déni de démocratie »[5],[6].
- En 2020, les tentatives de renversement des résultats de l'élection présidentielle américaine de 2020 par Donald Trump et ses partisans est vu par le Washington Post comme du « democracy denial »[7].
- En 2024, la composition du gouvernement Michel Barnier à la suite des élections législatives françaises de 2024 est vue par Manuel Bompard (député du groupe NFP-LFI) comme « un déni de démocratie qui est tout à fait inacceptable et insupportable » tel qu'il le déclare au microphone de France Bleu Provence[8],[9].